# Punta del Este

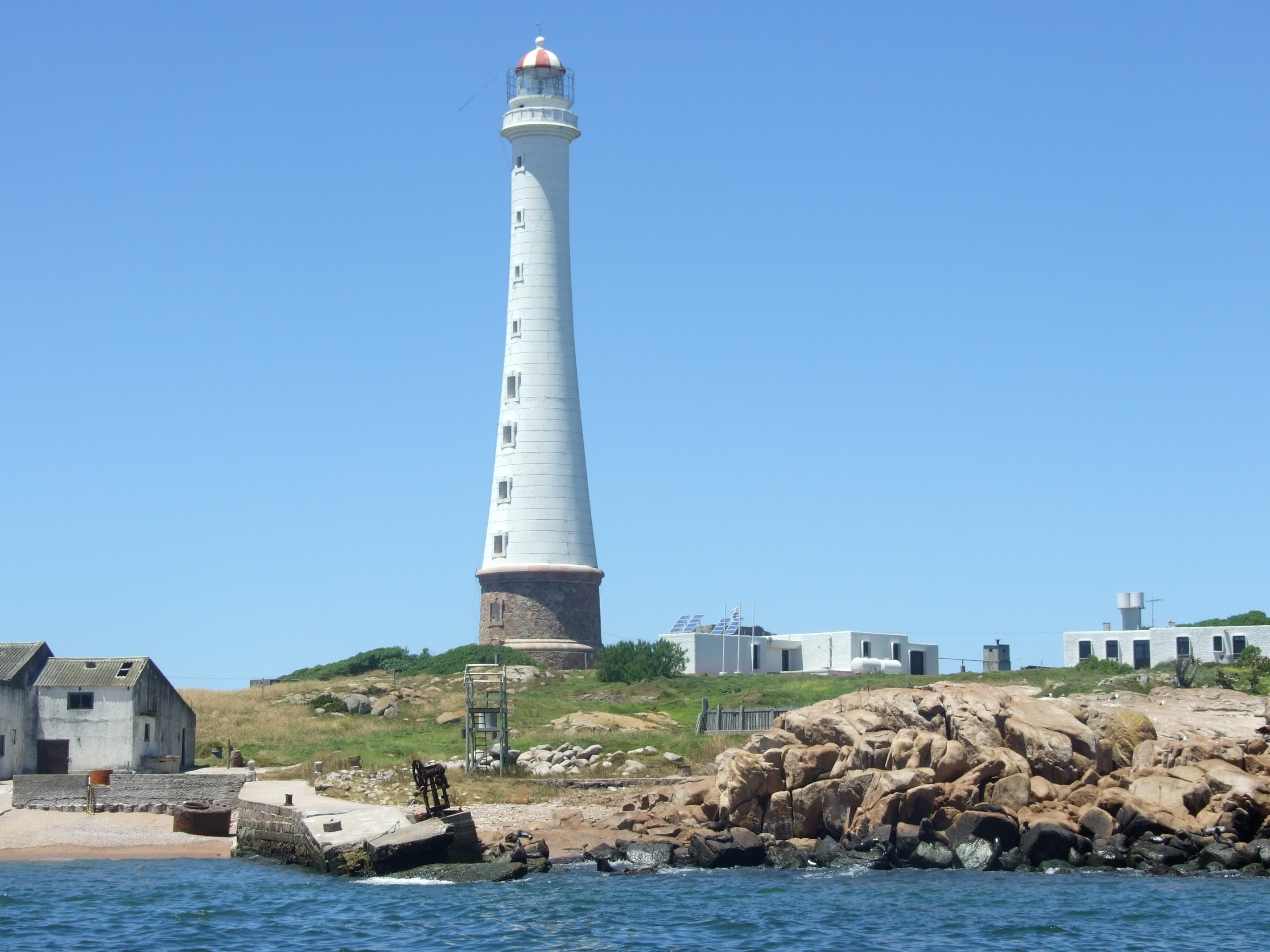
Hải đăng Isla de Lobos.

Punta del Este là một thị trấn nghỉ mát ở miền nam nước Uruguay, thuộc tỉnh Maldonado. Số người cư ngụ ở Punta del Este chỉ khoảng hơn một vạn nhưng vào mùa hè ở Nam Bán cầu từ Tháng Chạp đến Tháng Hai thì số du khách có thể lên đến một triệu.

## Lịch sử
Người Âu châu đầu tiên đặt chân lên dải đất này là người Tây Ban Nha vào đầu thế kỷ 16 nhưng đến thế kỷ 18 chính quyền Tây Ban Nha mới khuyến khích dân đến định cư ở đây để cản chân người Bồ Đào Nha ở Brasil khỏi lấn xuống nam.
Năm 1896 Antonio Lussich mua 4447 mẫu (1800 hec ta) rồi mở trại ươm cây và vườn bách thảo ở đây. Ông thu thập nhiều loại thảo mộc trên thế giới về trồng, phủ xanh các đụn cát, làm tăng vẻ đẹp ở thị trấn này, nhưng thắng cảnh chính vẫn là bãi biển xanh cát trắng.
Punta del Este được biết đến nhiều nhất sau Hội nghị Thượng đỉnh Châu Mỹ La Tinh năm 1967. Năm 1986, thành phố này lại một lần nữa tiếp đón các chính khách quốc tế đến hội nghị bàn tròn Vòng đàm phán Uruguay. Đó là những bước tiến tới việc thành lập Tổ chức Thương mại Thế giới năm 1994.